# دندرة
دندره قرية تابعة لمركز قنا في محافظة قنا في جمهورية مصر العربية. يوجد بها واحد من أهم معابد قدماء المصريين، وهو معبد هاتور أو معبد دندره.
تقع دندره نحو 55 كيلومتر  شمال الأقصر على شاطيء النيل الشرقي والغربي ، مقابلة مدينة قنا تقريبا على الضفة الأخرى من النيل. وتوجد آثار المدينة المصرية القديمة قريبا من المدينة الجديدة في المنطقة الصحراوية الجبلية .

## التاريخ

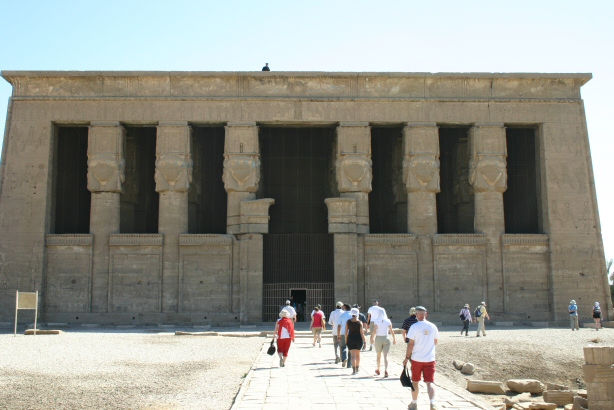
بوابة معبد هاتور.

في موقع منعزل نسبيًا على طرف الصحراء، على بعد نحو 2,5 كم إلى جنوب غرب البلدة الحديثة، يوجد معبد إغريقي/روماني، عرف في مصر القديمة باسم «لونيت» أو «تنترة». كان موقع البلدة الحديثة عاصمة إقليم صعيد مصر.
يعود تاريخ دندرة إلى عصر ما قبل الأسرات في مصر. ويدل على ذلك المقابر القديمة القريبة من حائط معبد هاتور . وكانت دندرة عاصمة للكور السادس من صعيد مصر القديمة ، وكانت هاتور معبودتها الرئيسة . يرجع نظام معبد هاتور إلى عهد خوفو ، كما قام بيبي الأول بترميمه فيما بعد .
وقت التنقيب عن المعبد كان المعبد مغطى بالرمال إلى النصف تقريبا ، الشيء الذي حافظ على الرسومات على جدران المعبد وأهمدته ، كما حافظ عليها من النهب . ووجدت الغرف العليا في المعبد مسكونة ، وعاش فيها أناس فترات طويلة . كنوا يوقدون النار لطعامهم والتدفئة ، لذلك نجد  حتى اليوم آثار الهباب على الأسقف الداخلية للمعبد ، ففما يصعب عملية الترميم .

## المعبد

### الحائط
كانت توجد في الأصل ثلاثة حوائط  حول منطقة المعبودة هاتور ، لا يوجد منها إلى الحائط الأول المحيط بالمعبد في حالة جيدة. يبلغ طول الحائط نحو 290 متر ونحو 280 متر عرضا . يبلغ سمك قاعدة الحائط بين 10 إلى 12 متر ، ويصل ارتفاعه غلى نحو 10 أمتار.

### معبد هاتور

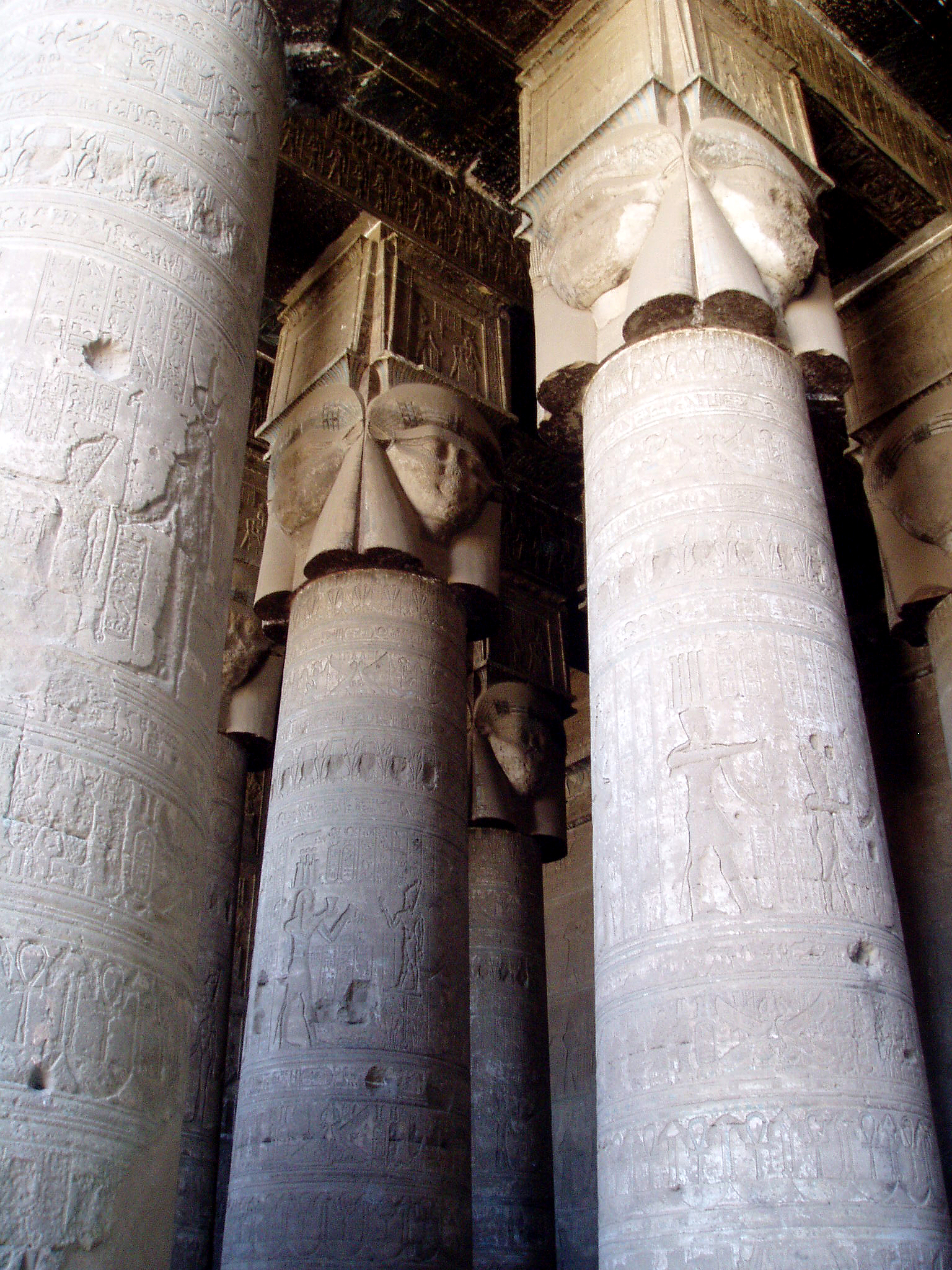
بهو الأعمدة بمعبد هاتور.

اشتهر معبد هاتور الذي بني في هذا المكان  أثناء الأسرة السادسة القديمة ، وطور بناؤه فيما بعد في عهد الأغريق والرومان .  أنشيء على شاطيء النيل متخذا اتجاه من الشمال إلى الجنوب . و أساس بنيته التي بنيت في عهد البطالسة تعود في صورتها إلى المعبد القديم . وقد بدأ بناء  أجزاء المعبد التي يمكن زيارتها  الآن في عهد البطالسة ، وأتمه القياصرة الرومان .
استمرت عملية بناء المعبد الجديد نحو 200 سنة ، ويتميز بفن معماري فريد وغني باللوحات والنقوش . كما توجد على جدرانه مخطوطات هيروغليفية . وتغطي الجدران والأعمدة تماثيل محفورة بالغة الدقة والجمال . وتبين النقوشات الموجودة على الجدران الداخلية للمعبد القياصرة الرومان أغسطس و تبريوس و نيرو يقدمون القرابين إلى الآلهة على النحو الذي كان يتبعه قدماء المصريين .
تأتي بعد دخول البوابة الكبيرة للمعبد صالة كبيرة بدأ بناءها القيصر أغسطس , وأنهى بناءها القيصر نيرو. وهي مرفوعة على 24 من الأعمدة مصفوفة في أربعة صفوف . يبلغ  ارتفاعها 27 متر وطولها 43 متر . وتأتي بعد تلك الصالة ثلاثة صالات أخرى مختلفة الإحجام ، و 11 من الغرف الجانبية الصغيرة . يبلغ طول المعبد 81 متر وعرضه 34 متر . وقد بدأ في الكشف عن  المعبد وترميمه في عام 1875 بواسطة «يوهانز دومشين».

### معبد إيزيس و بيت ماميزى

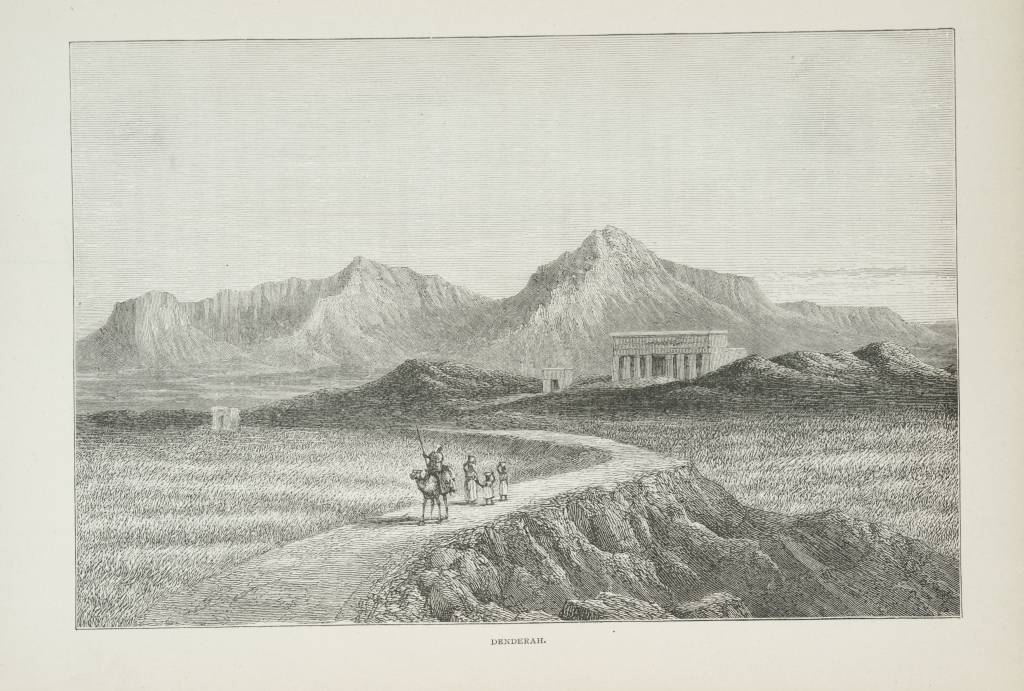
1890م

يوجد معبد إيزيس ، وهو معبد صغير ، بجانب الركن  الغربي للمعبد الكبير ، وقام ببنائه القيصر الروماني نيرو . يربط بين المعبدين طريق معبد طوله نحو 130 متر . كما يوجد «ماميزى» (بيت الولادة ) شمال معبد إيزيس ويبعد عنه نحو 70 متر ، وهو موهوب إلى الإلهة حتحور.

### مباني أخرى
يقع بحر مقدس غرب المعبد ، ينمو فيه النخيل حديثا . وتوجد أبار محفورة في الأرض ومن ضمنها مقياس للنيل . 
ويوجد خلف معبد هاتور معبد إيزيس الصغير و بيت ماميسي . وقد أمر القيصر أغسطس ببناء معبد إيزيس . وبيت الولادة (ماميسي) 
أكبر منه قليلا ويقع شمالا من معبد هاتور الكبير ، ,قام بإنشائه القيصر تراجان . رسمت بعض النقوشات على جدرانه في عهدي هادريان وأنطونيوس بيوس.

## معرض صور

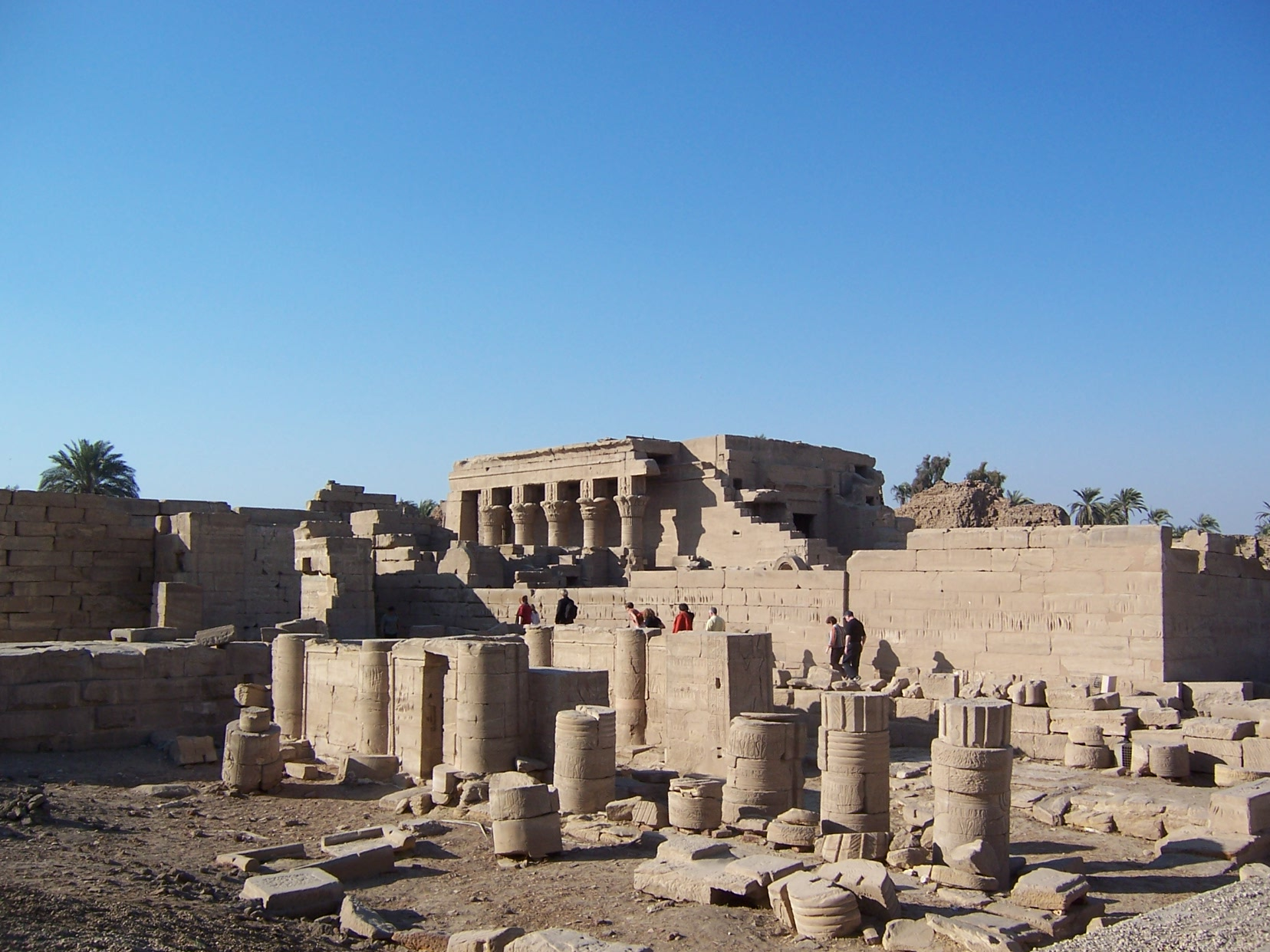
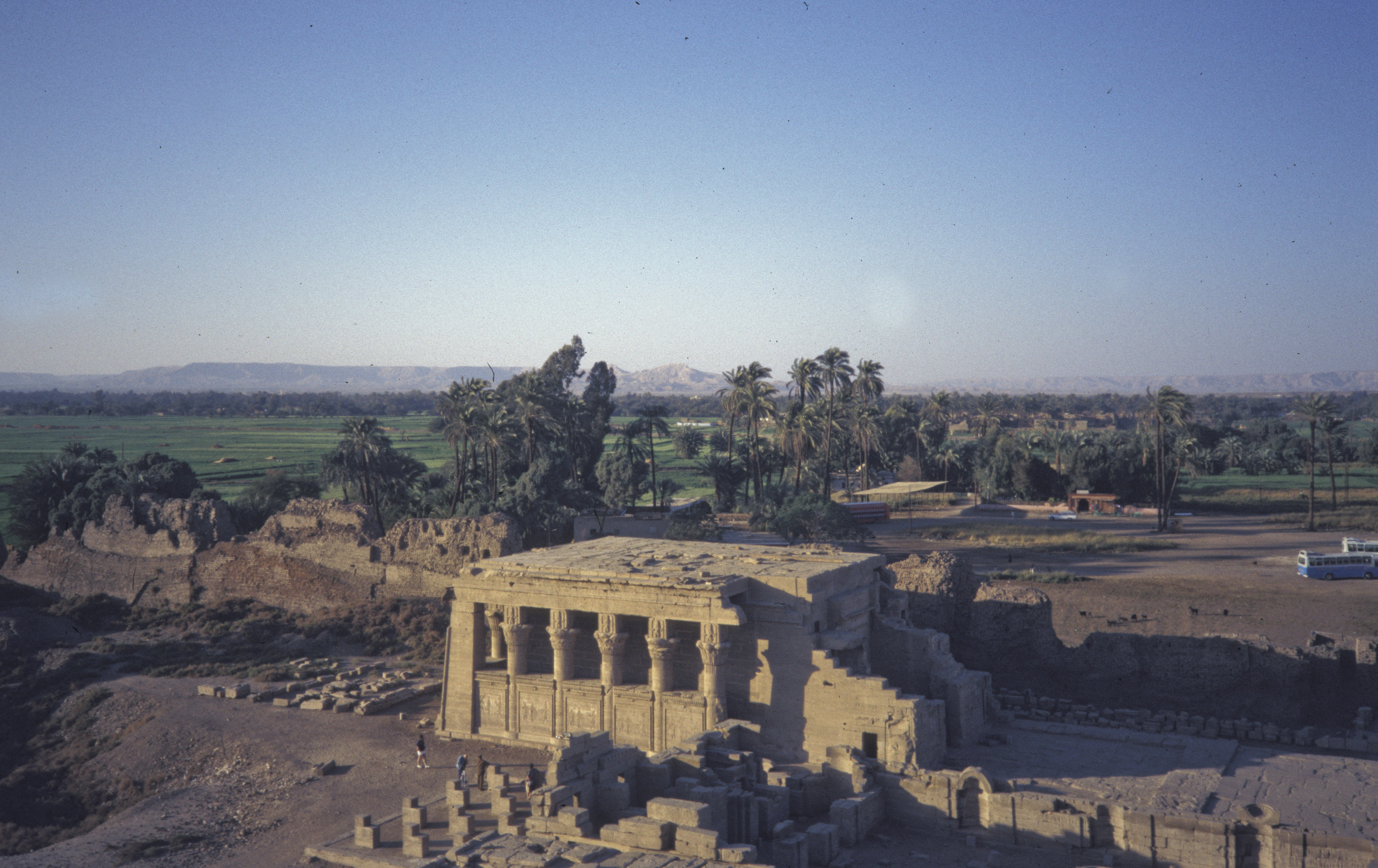
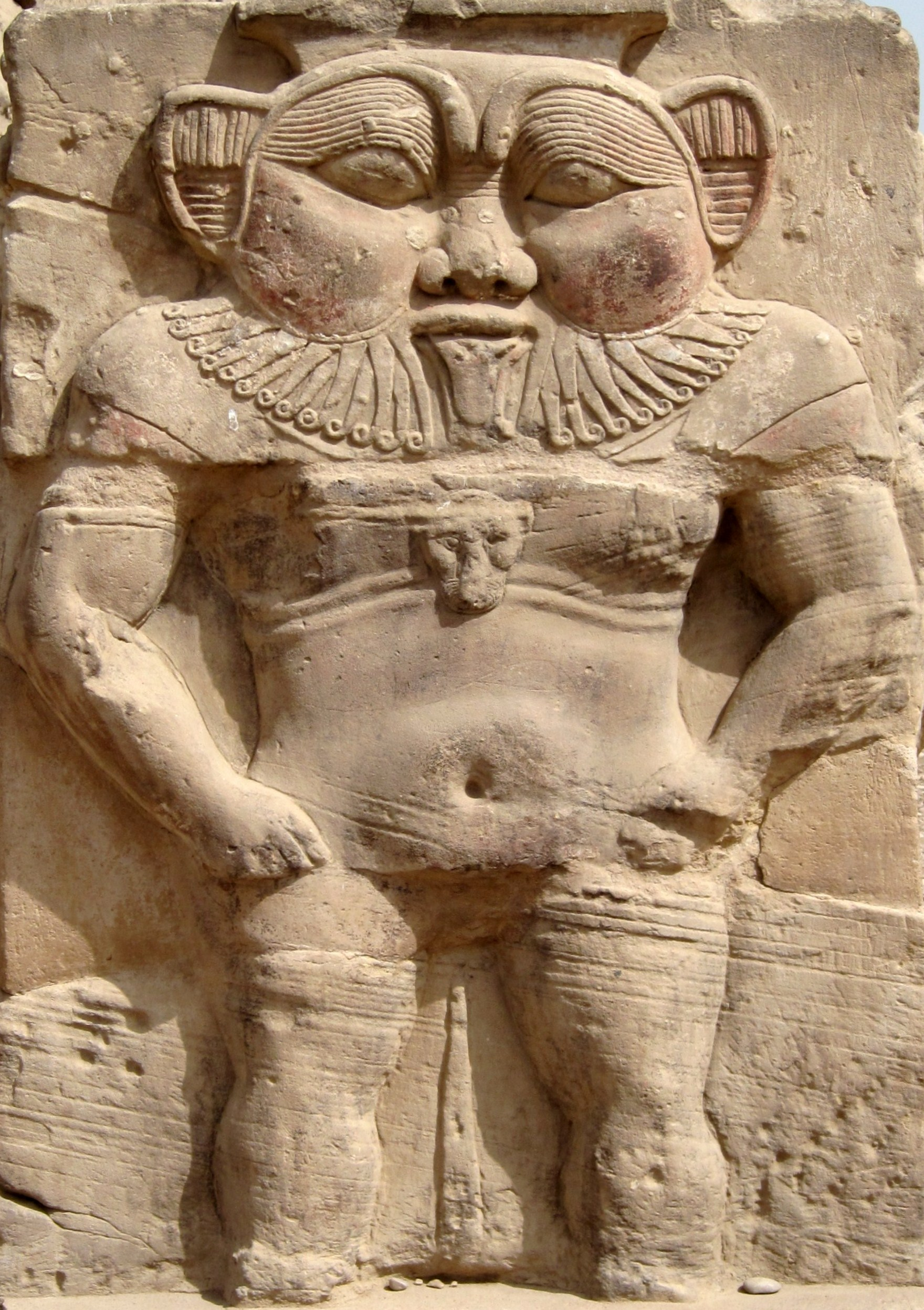
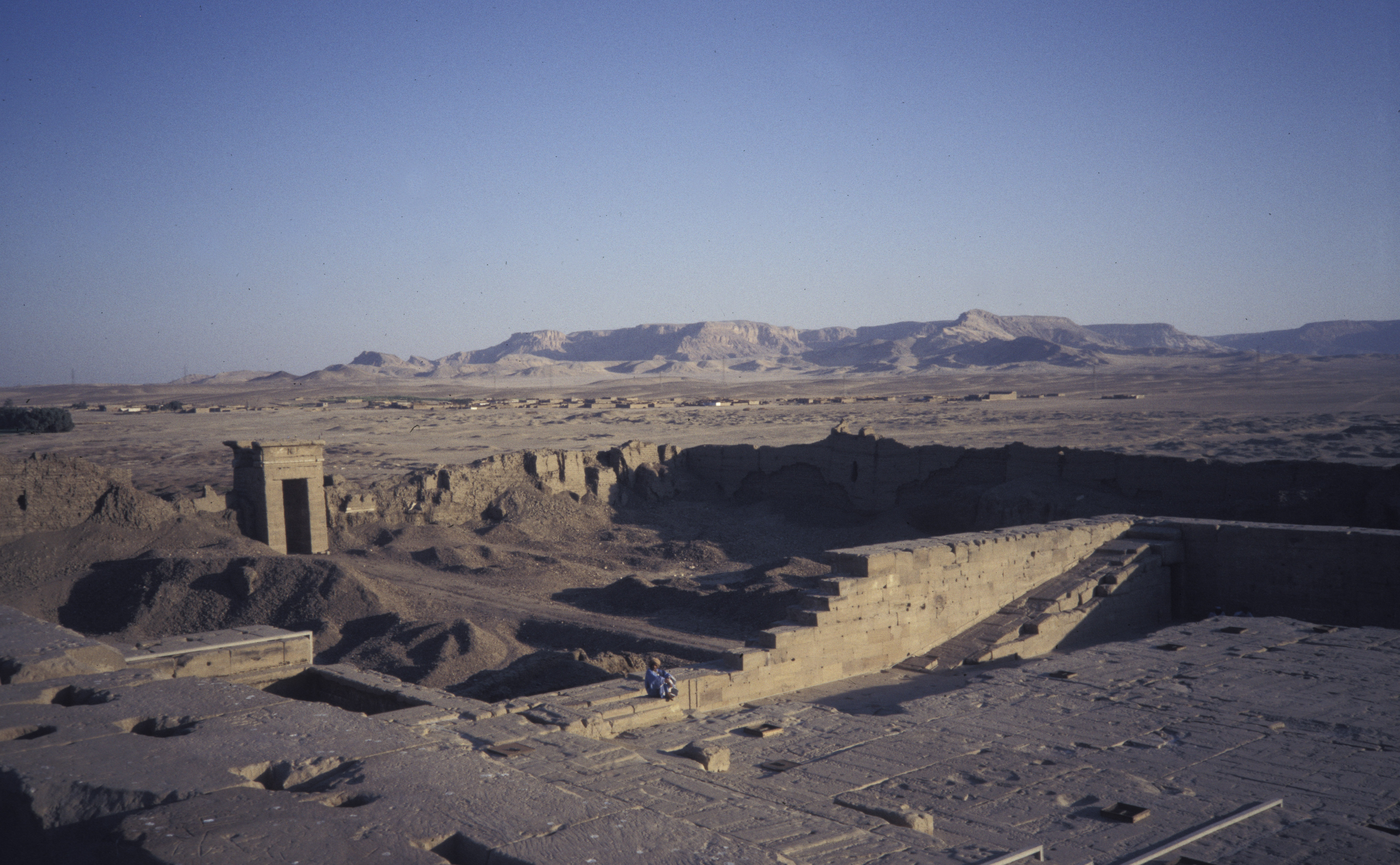
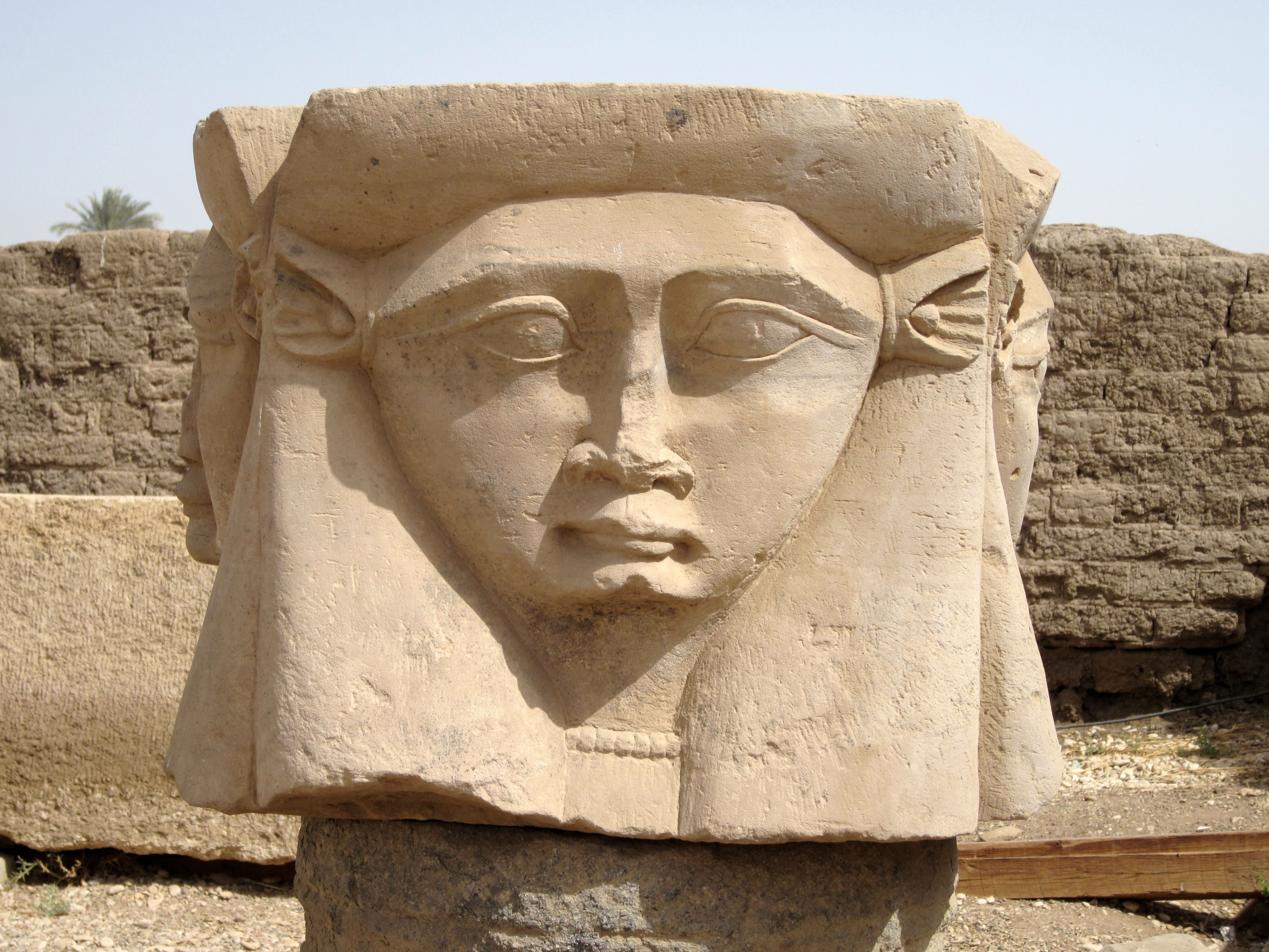
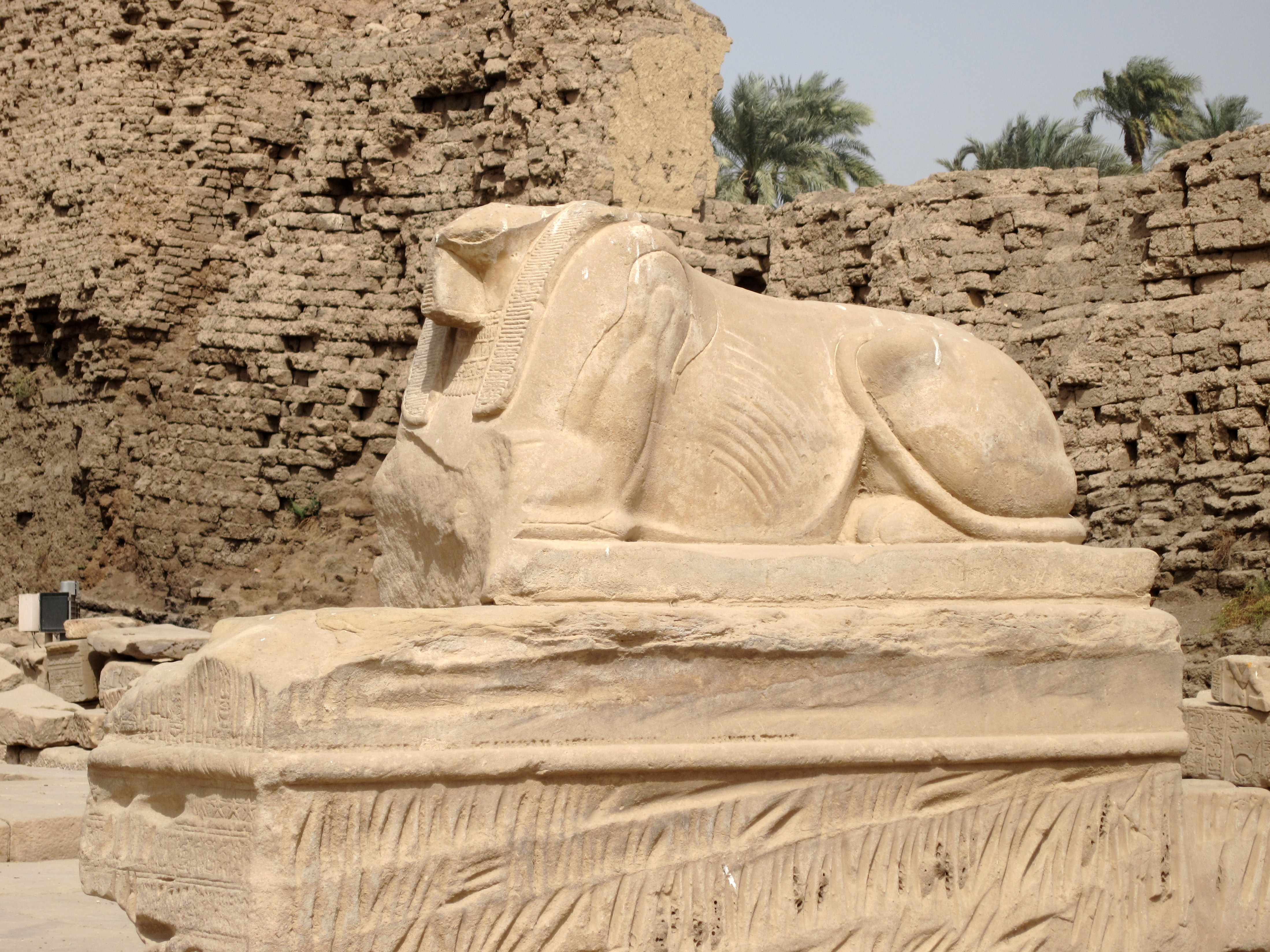
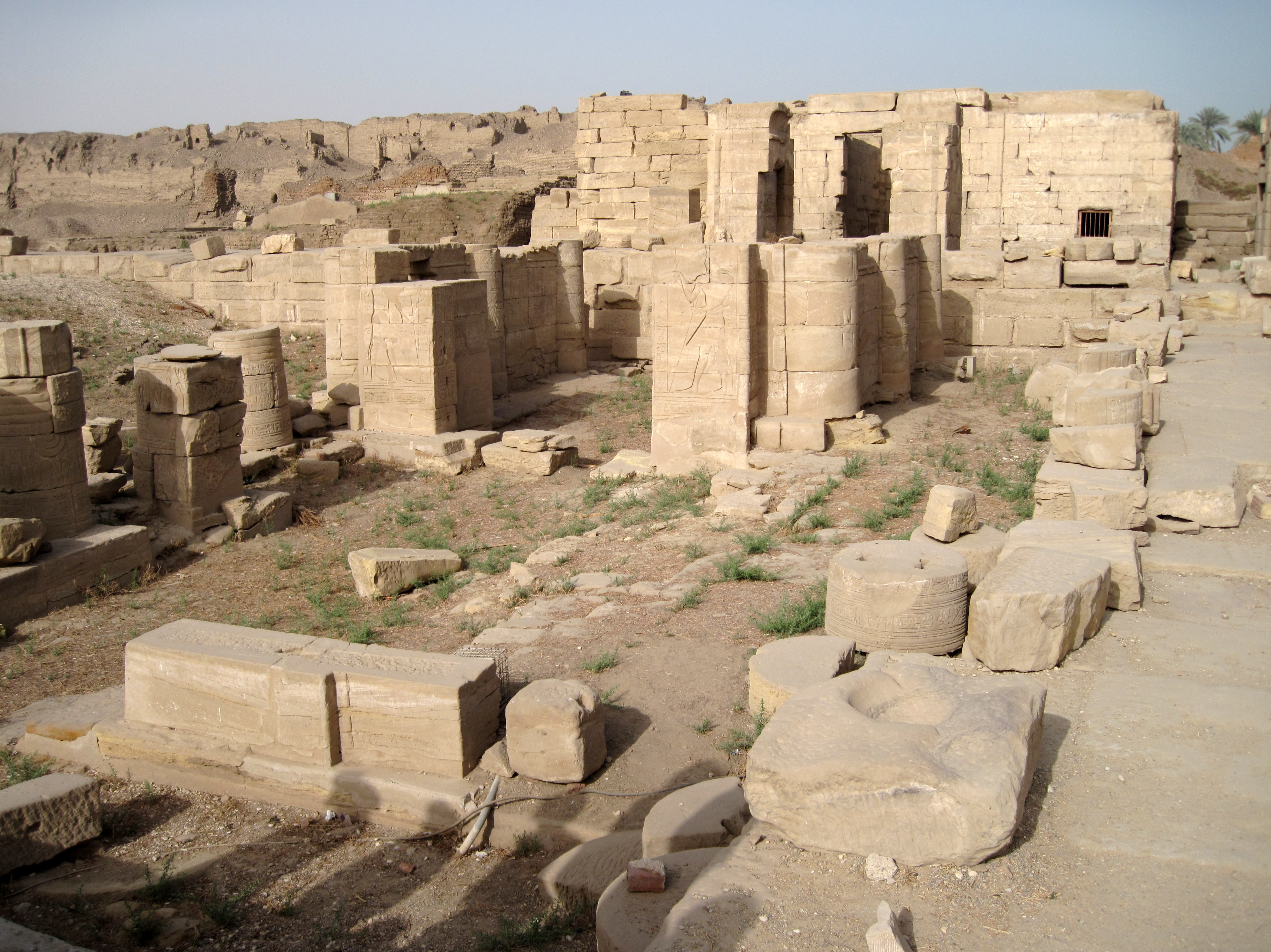
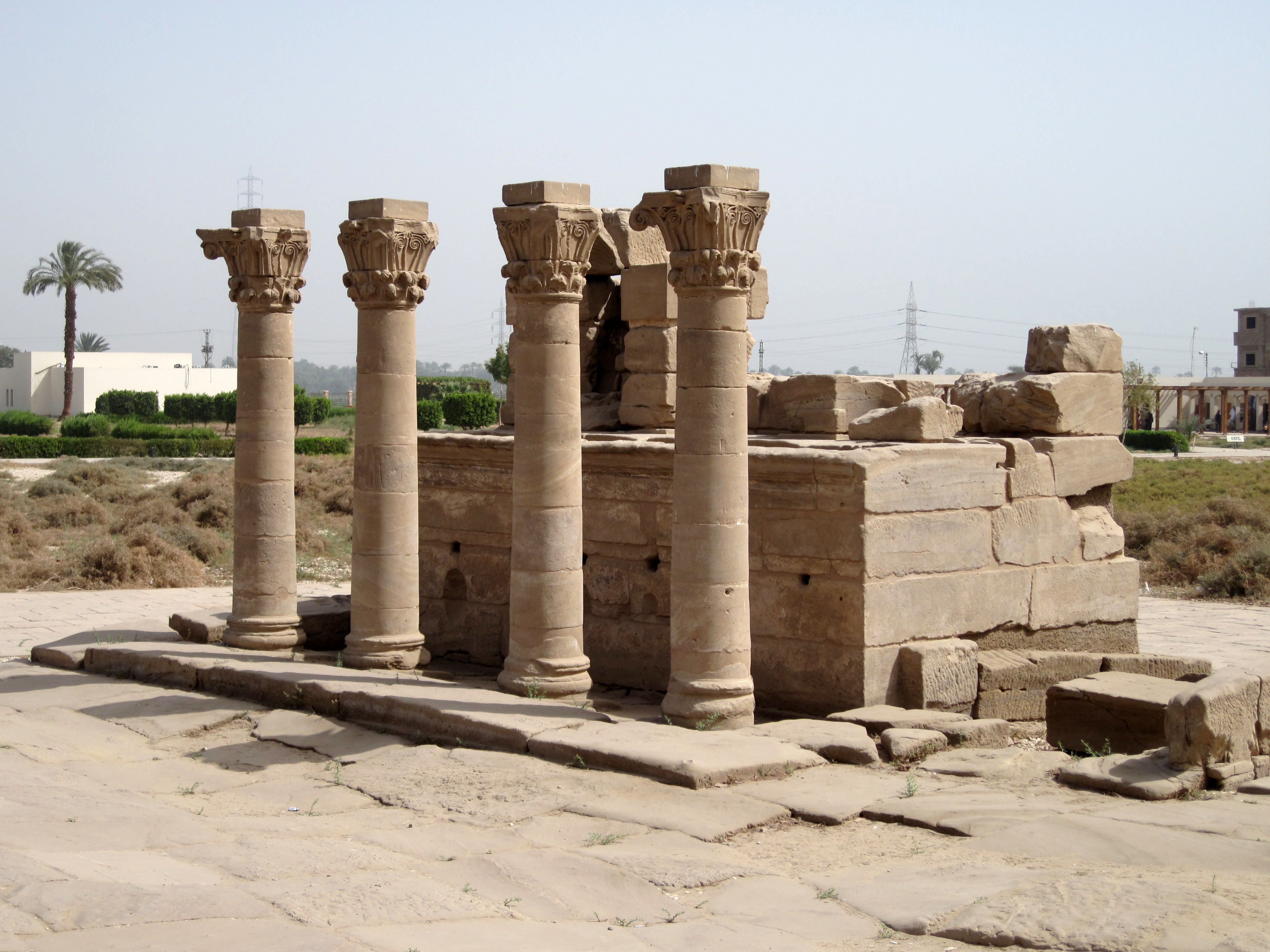
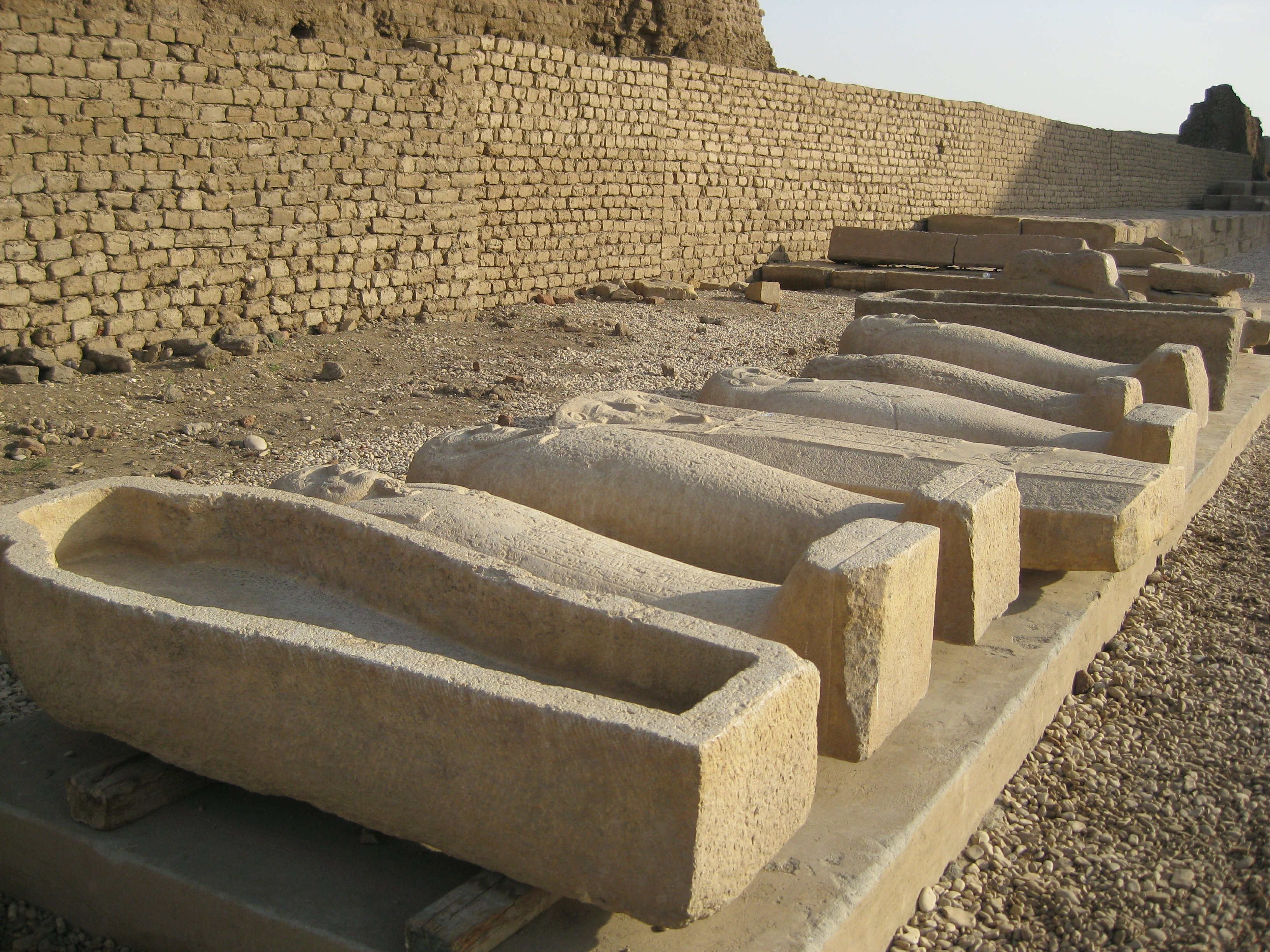
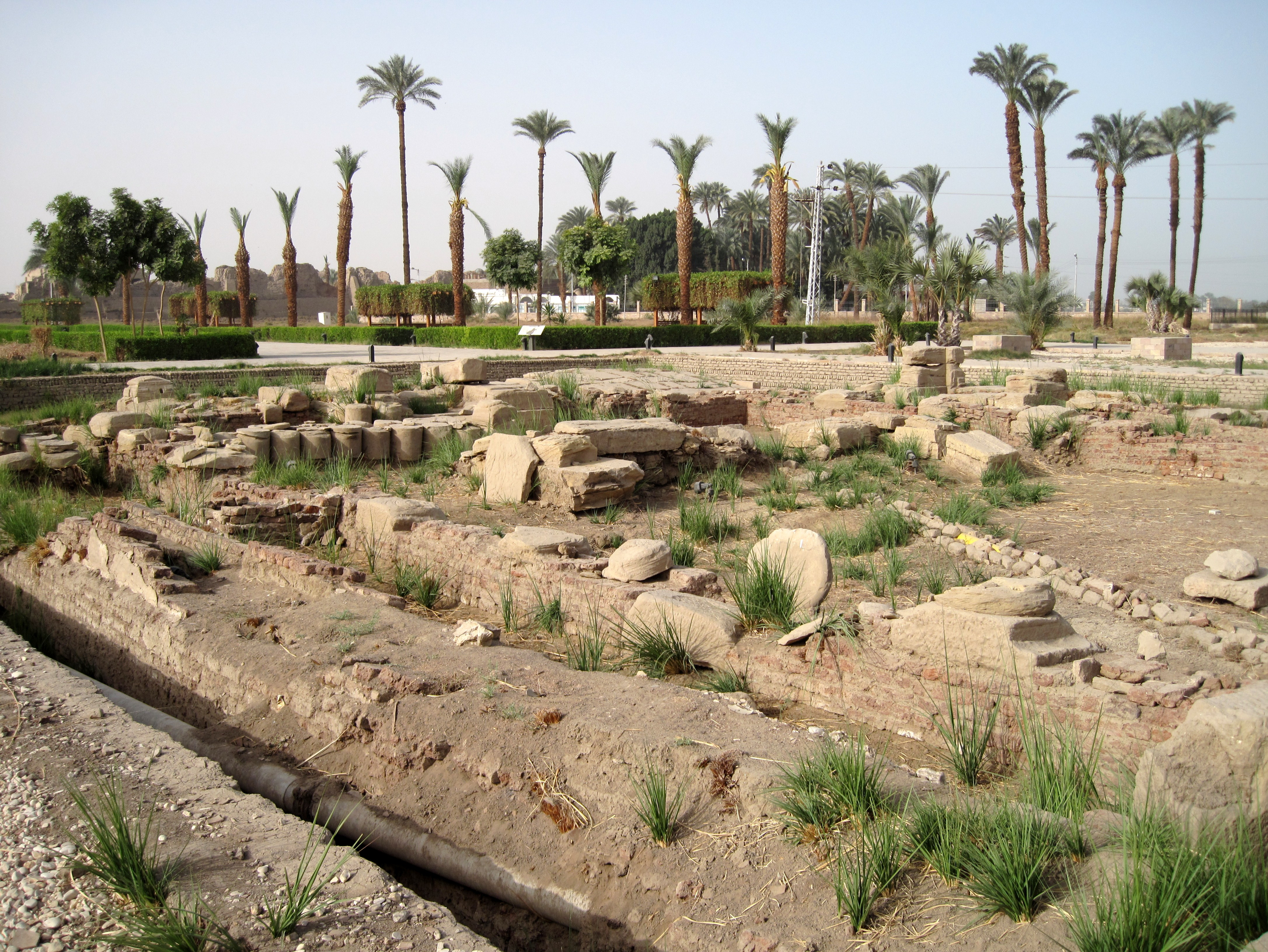
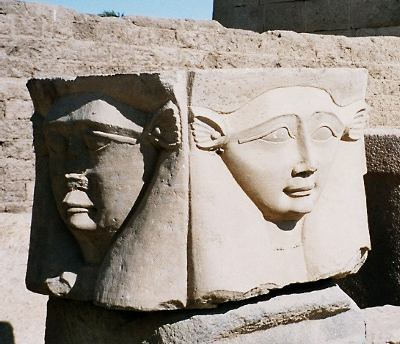
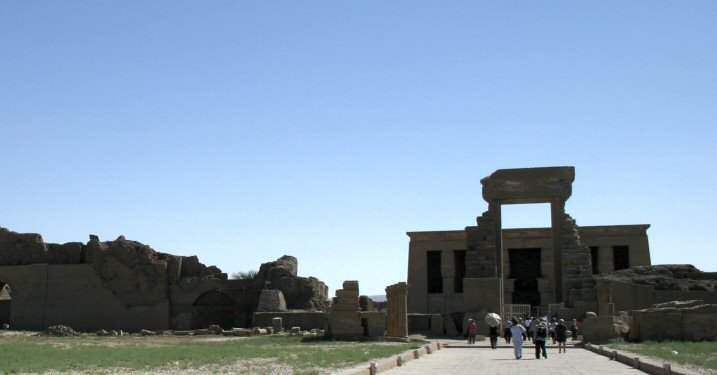
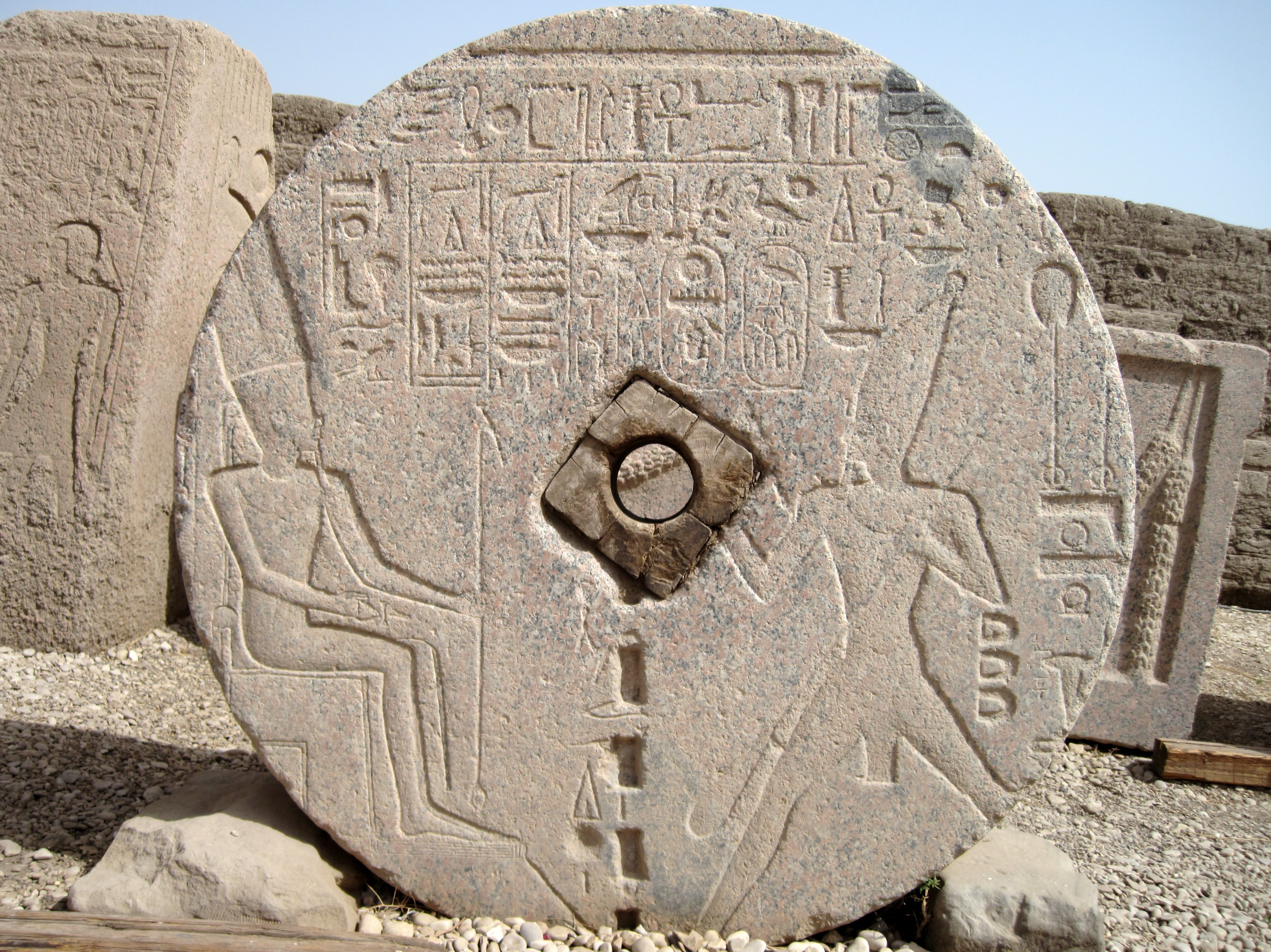
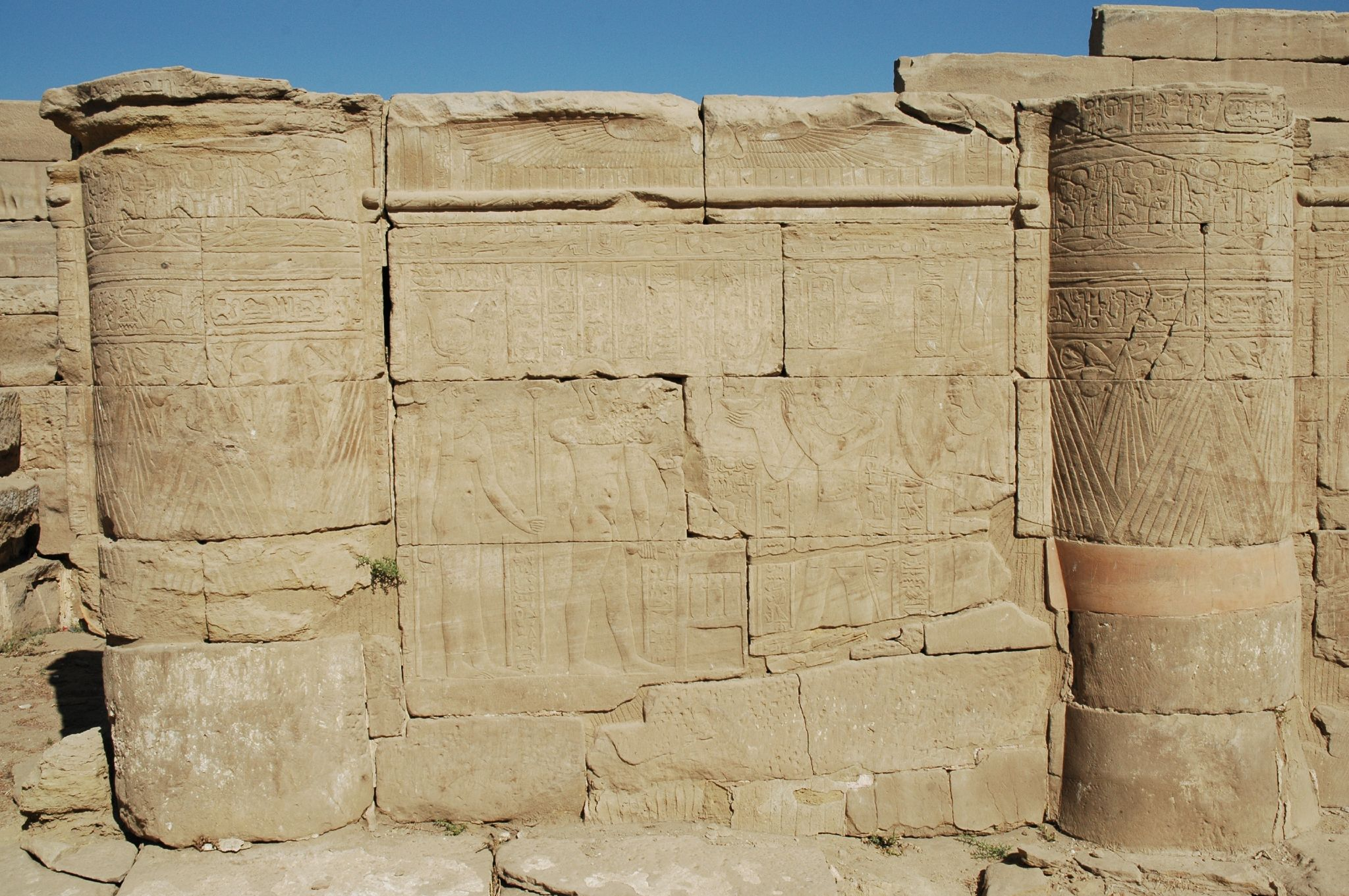
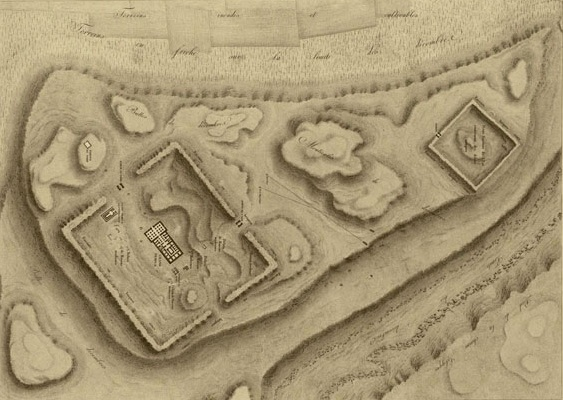

### المقابر

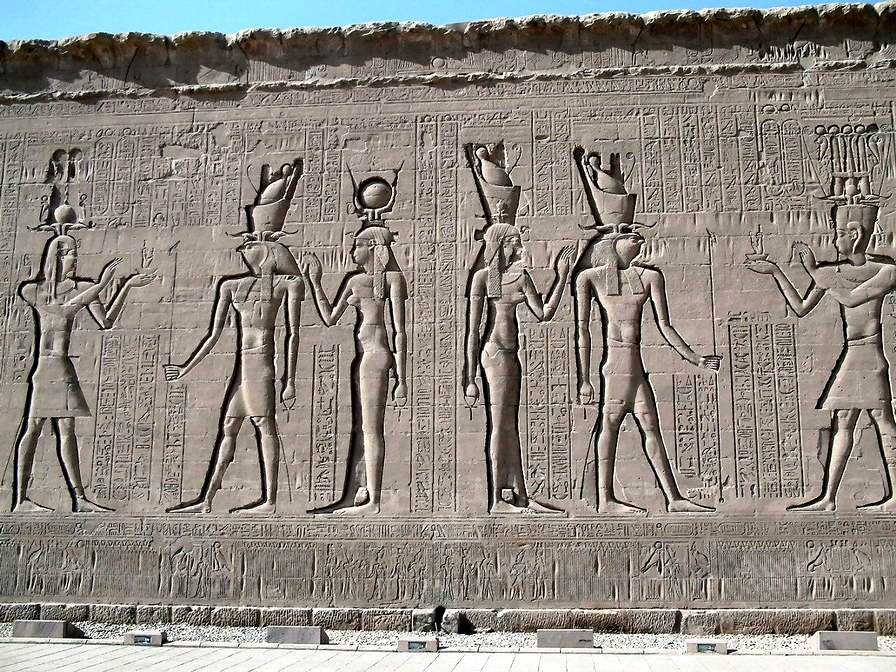
الحائط الخارجي لمعبد هاتور.

تقع المقابر خلف المدينة في الصحراء . بها العديد من المساطب ترجع إلى عهنهاية عصر الدولة القديمة . وكانت بعض تلك المقابر مزينة بنقوش وكتابات هيروغليفية ، تعطينا اليوم صورة عن معيشة المصريين في تلك العهود القديمة . كما أنشئت بعض تلك القبور في عهد البطالسة والعهد الروماني.